# Сисньега Кампбель, Марсель
Марсель Сисньега Кампбель (исп. Marcel Sisniega Campbell; 28 июля 1959, Куэрнавака — 19 января 2013, Веракрус) — мексиканский шахматист, гроссмейстер (1992), кинорежиссёр.

## Биография
Родился в Чикаго, но вырос в Куэрнаваке, Мексика. Сисниега был девятикратным чемпионом Мексики и трёхкратным победителем Мемориала Карлоса Торре Репетто. За свою карьеру победил Вишванатана Ананда, Артура Юсупова, Мигеля Ильескаса, Хесуса Ногейраса и других шахматистов.
В составе сборной Мексики участник шести Олимпиад (1978, 1982—1984, 1988—1992).
После начала 1990-х годов практически не играл в живые шахматы.
Он также был сценаристом и режиссёром. Принимал участие в создании «Libre de Culpas» в 1997 году.  Его брат — борец и политик Ивар Сисниега, а дети — американская актриса София Сисниег , Вера, Дэвид и Джулиан Сисниега.
Сисниега скончался от сердечного приступа 19 января 2013 года. 

## Таблица результатов
| Год  | Город        | Турнир         | + | − | = | Результат | Место |
| ---- | ------------ | -------------- | - | - | - | --------- | ----- |
| 1978 | Буэнос-Айрес | 23-я олимпиада | 4 | 4 | 6 | 7 из 14   |       |
| 1982 | Люцерн       | 25-я олимпиада | 6 | 2 | 5 | 8½ из 13  |       |
| 1984 | Салоники     | 26-я олимпиада | 5 | 2 | 4 | 7 из 11   |       |
| 1988 | Салоники     | 28-я олимпиада | 5 | 3 | 4 | 7 из 12   |       |
| 1990 | Нови-Сад     | 29-я олимпиада | 5 | 3 | 5 | 7½ из 13  |       |
| 1992 | Манила       | 30-я олимпиада | 3 | 4 | 5 | 5½ из 12  |       |
|      |              |                |   |   |   | из        |       |

## Изменения рейтинга
| Графики недоступны из-за технических проблем. См. информацию на Фабрикаторе и на mediawiki.org. |